# Томас Теодор Хајне
Томас Теодор Хајне (Лајпциг, 1867 — Стокхолм, 1948) је био немачки графичар и сликар југендстила. Након студија на Академији у Диселдорфу од 1884. до 1889. године настанио се у Минхену. У његовом стилу цртања са оштрим контурама осећа се утицај Бирдзлија и јапанских дрвореза у боји. Радио је као илустратор и карикатуриста у неколико часописа и у њима критиковао пре свега милитаризам и национализам као и беду пролетаријата. Године 1896. био је један од оснивача недељника Симплицисимус чији је био један од најзначајнији карикатуриста док није емигрирао из Немачке 1933. године.